# 坂井涼
坂井 涼（さかい りょう、2003年1月15日 - ）は、日本のプロボクサー。岐阜県大垣市出身。SOUL BOX畑中ボクシングジム所属。2023年度全日本フライ級新人王。現日本フライ級8位。

## 来歴
3歳で空手を始め、小学4年生にSOUL BOX畑中ボクシングジムに入門。
中京高等学校へ進学し、最高成績はインターハイベスト8。その後、畑中ボクシングジムでデビュー。
2022年3月20日、 あいおいホールで森川祐輝(緑)とフライ級4回戦を戦い、プロデビュー戦を3-0判定勝ちで収めた。同年11月6日、全日本新人王西軍代表決定戦にて二階堂迅相手に0-2（38-38、37-39×2）判定負けでプロ初黒星。
2023年5月21日、 パロマ瑞穂アリーナにて4回TKO勝ちを収め復帰戦を勝利で飾った。
2023年11月12日、全日本新人王西軍代表決定戦にて宮地龍喜相手に1回2分58秒TKO勝ちで西軍代表とMVPを獲得。
2023年12月23日、西軍フライ級新人王として、東日本代表高熊龍之介を相手に5回3-0（49-46×3）判定勝ちで全日本新人王と技能賞を獲得。日本ランキング入りを果たした。
2024年4月13日、 あいおいホールでタッサナシン・オンスワン(タイ)とスーパーフライ級6回戦を戦い、2回2分49秒TKO勝ちを収めた。
2024年8月12日、 名古屋国際会議場イベントホールで2020年度全日本スーパーフライ級新人王の久保春平(パンチアウト)スーパーフライ級8回戦を戦い、 8回3-0（76-75、77-74、78-73）の判定で勝利し、全日本新人王対決を制した。

## 戦績
- アマチュアボクシング - 24戦19勝5敗(6KO)
- プロボクシング - 8戦7勝(3KO)1敗

| 戦           | 日付           | 勝敗 | 時間    | 内容    | 対戦相手                 | 国籍 | 備考                               |
| ------------ | -------------- | ---- | ------- | ------- | ------------------------ | ---- | ---------------------------------- |
| 1            | 2022年3月20日  | ☆    | 4R      | 判定3-0 | 森川祐輝(緑)             | 日本 | プロデビュー戦                     |
| 2            | 2022年10月2日  | ☆    | 4R      | 判定3-0 | 濱村悠太郎(YANAGIHARA)   | 日本 | 西部・中日本フライ級新人王対抗戦   |
| 3            | 2022年11月6日  | ★    | 4R      | 判定0-2 | 二階堂迅(ディアマンテ)   | 日本 | 新人王西軍代表フライ級決定戦       |
| 4            | 2023年5月21日  | ☆    | 4R 1:19 | TKO     | 久郷舜平(天熊丸木)       | 日本 |                                    |
| 5            | 2023年11月12日 | ☆    | 1R 2:58 | 判定3-0 | 宮地龍喜(ミツキ)         | 日本 | 新人王西軍代表フライ級決定戦       |
| 6            | 2023年12月23日 | ☆    | 5R      | 判定3-0 | 高熊龍之介(松本ACE)      | 日本 | 2023年度全日本フライ級新人王決定戦 |
| 7            | 2024年4月13日  | ☆    | 2R 2:49 | TKO     | タッサナシン・オンスワン | タイ |                                    |
| 8            | 2024年8月12日  | ☆    | 8R      | 判定3-0 | 久保春平(パンチアウト)   | 日本 |                                    |
| テンプレート |                |      |         |         |                          |      |                                    |

## 獲得タイトル
- 2023年度全日本フライ級新人王